# Marie-Noëlle Battistel
Marie-Noëlle Battistel, née le 20 août 1956 à Grenoble (Isère), est une femme politique française.

## Biographie

### Carrière politique
Elle est élue au conseil municipal de La Salle-en-Beaumont en 1995 et devient maire trois ans plus tard. Elle n'occupe plus cette fonction depuis 2017 à la suite de la loi sur le non-cumul des mandats.
En 2004, elle se présente aux élections cantonales dans le canton de Corps. Elle est battue au second tour par le conseiller général sortant, Gérard Cardin, maire de Corps.
En 2007, Didier Migaud, député socialiste de la 4e circonscription de l'Isère, lui demande d'être sa suppléante à l'occasion des élections législatives.
En 2010, elle est élue conseillère régionale de Rhône-Alpes sur la liste menée par Jean-Jack Queyranne.
À la suite de la démission de Didier Migaud, nommé à la tête de la Cour des comptes par Nicolas Sarkozy le 23 février 2010, elle est choisie par le PS pour être candidate à sa succession.
Le 6 juin 2010, elle est élue au second tour de la législative partielle au poste de député avec 58,38 % des suffrages exprimés. Elle est réélue le 17 juin 2012. Elle est de nouveau réélue le 18 juin 2017 aux élections législatives de 2017, et sa circonscription, la 4e de l'Isère, est la seule de ce département non-gagnée par la République en Marche.
Elle est particulièrement engagée contre l’ouverture à la concurrence des concessions hydroélectriques ; dès 2013 elle signe un rapport parlementaire sur le sujet, puis en 2018, Contexte indique qu'« elle semble avoir convaincu beaucoup de ses homologues novices sur le sujet ».
En mai 2022, elle est investie par le Parti socialiste, pour la coalition Nouvelle Union populaire écologique et sociale, dans la quatrième circonscription de l'Isère .

## Mandats locaux
- 1995 à 1998 : membre du conseil municipal de La Salle-en-Beaumont
- 1998 - 2017 : maire de La Salle-en-Beaumont (300 habitants)

## Mandats régionaux
- De 2010 à 2011 : conseillère régionale de Rhône-Alpes

## Mandats nationaux
- Depuis le 7 juin 2010 : député PS de la 4e circonscription de l'Isère
- Élue à ce poste le 18 juin 2017.

## Synthèse des résultats électoraux

### Élections législatives
| Année | Parti  | Parti | Circonscription | 1er tour | 1er tour | 1er tour | 2d tour | 2d tour | 2d tour | Issue |
| Année | Parti  | Parti | Circonscription | Voix     | %        | Rang     | Voix    | %       | Rang    | Issue |
| ----- | ------ | ----- | --------------- | -------- | -------- | -------- | ------- | ------- | ------- | ----- |
| 2010  |        | PS    | 4e de l'Isère   | 9 987    | 39,31    | 1re      | 15 311  | 58,38   | 1re     | Élue  |
| 2012  | 21 504 | PS    | 4e de l'Isère   | 41,96    | 1re      | 28 159   | 57,93   | 1re     |         | Élue  |
| 2017  | 8 552  | PS    | 4e de l'Isère   | 19,32    | 2e       | 18 755   | 54,01   | 1re     |         | Élue  |
| 2022  | 19 437 | PS    | 4e de l'Isère   | 42,22    | 1re      | 24 016   | 58,06   | 1re     |         | Élue  |
| 2024  | 27 548 | PS    | 4e de l'Isère   | 42,52    | 1re      | 37 148   | 59,92   | 1re     |         | Élue  |